# نظرية ستولبرسامويلسون
نظرية ستولبرسامويلسون هي مبرهنة أساسية في نظرية هكشر-أوهلين التجارية. وتصف العلاقة بين الأسعار النسبية للناتج ومكافآت العوامل النسبية، وتحديدا الأجور الحقيقية والعوائد الحقيقية لرأس المال.

## مثال عن المبرهنة
إذا افترضنا أن دولتين، على سبيل المثال الدولة أ (المتقدمة) والدولة ب (غير المطورة)، يكونان بذلك يتمتعان بميزة نسبية في إنتاج سلع ذات تقنية عالية وأن ب لديها سلعًا ذات تكنولوجيا منخفضة. من المفترض أن ب لديها عمال غير مهرة نسبيًا أكثر من العمال المهرة، لذلك فإن نسبة أجور العمال المهرة إلى أجور العمال غير المهرة قبل الانفتاح على التجارة الحرة يجب أن تكون أعلى من أجور أ. في الواقع، قبل فتح الحدود، العمال المهرة نادرون، وبالتالي أغلى نسبيًا مما هو عليه في أ (نسبة أجور المهرة / غير مهرة عالية جدًا). بعد فتح الحدود، يتنافس العمال غير المهرة في «أ» مع العمال في «ب»، وكذلك العمال المهرة. سيزداد عدم المساواة في الأجور في أ وينخفض في ب، على عكس الاعتقاد الشائع بأن عدم المساواة سيزداد في كل مكان. لذلك هنا، في البلاد التي تندر فيها الأعمال الماهرة، سيتم معاقبة العمال المهرة من خلال فتح الحدود.
وبالتالي، تتنبأ هذه المبرهنة بزيادة في التفاوتات في البلد الذي يتمتع بميزة نسبية في إنتاج سلع ذات تقنية عالية (تتطلب عمالة ماهرة) وانخفاضًا في سلعة لها ميزة نسبية في إنتاج السلع التي تتطلب يد عاملة التي يحدث وأن تكون بوفرة.
علاوة على ذلك، سيؤدي فتح الحدود إلى خسارة في الدخل المطلق للعمال غير المهرة في البلد «أ» وخسارة بالقيمة المطلقة للعمال المهرة في البلد «ب».
هذه المبرهنة هي امتداد لمبرهنة ريكاردو للميزة النسبية.

## تاريخ
تم اشتقاق مبرهنة ستولبرسامويلسون في عام 1941 من نظرية هكشر-أوهلين بواسطة فولفغانغ ستولبر و  بول سامويلسون. ولكن تم اشتقاقها لاحقًا في نماذج أقل تقييدًا. كمصطلح، يتم تطبيقه على جميع الحالات التي يتم فيها رؤية التأثير. يظهر رونالد دبليو جونز وخوسيه شينكمان [الإنجليزية] (1977) أنه في ظل الظروف العامة جدًا، يتغير عامل العائد مع أسعار الإنتاج كما تنبأت المبرهنة.